# كاميلي نيومان
كاميلي نيومان (بالفرنسية: Camille Neumann)‏ هو لاعب كرة قدم لوكسمبورغي، ولد في 28 سبتمبر 1956.

## وصلات خارجية
- كاميلي نيومان على موقع قاعدة بيانات كرة القدم.إي يو (الإنجليزية)